# Hana Brejchová
Hana Brejchová (ur. 12 grudnia 1946 w Pradze, zm. 21 kwietnia 2024 w Kladnie) – czeska aktorka filmowa. Najbardziej znana z głównej roli Anduli w filmie Miłość blondynki (1965) Miloša Formana. Siostra aktorki Jany Brejchovej.

## Wybrana filmografia
- Miłość blondynki (1965) jako Andula
- Najpiękniejszy wiek (1968) jako Vránová
- Adela jeszcze nie jadła kolacji (1977) jako dama
- Anielska diablica (1984) jako działaczka Armii Zbawienia
- Amadeusz (1984) jako członkini rodziny cesarskiej
- Bitwa o Moskwę (1985) jako płacząca kobieta